# Мичуринское сельское поселение (Северная Осетия)
Мичуринское се́льское поселе́ние — муниципальное образование в Ардонском районе Северной Осетии Российской Федерации.
Административный центр — село Мичурино.

## История
Статус и границы сельского поселения установлены Законом Республики Северная Осетия-Алания от 5 марта 2005 года № 12-рз «Об установлении границ муниципального образования Ардонский район, наделении его статусом муниципального района, образовании в его составе муниципальных образований - городского и сельских поселений и установлении их границ»

## Население
| 2002  | 2010  | 2011  | 2012  | 2013  | 2014  | 2015  |
| ----- | ----- | ----- | ----- | ----- | ----- | ----- |
| 1468  | ↗1559 | →1559 | ↗1594 | ↗1604 | ↗1638 | ↗1668 |
| 2016  | 2017  | 2018  | 2019  | 2020  | 2021  | 2023  |
| ↗1683 | ↗1690 | ↘1683 | ↘1676 | ↗1681 | ↘1637 | ↘1627 |
| 2024  | 2025  |       |       |       |       |       |
| ↘1620 | ↘1614 |       |       |       |       |       |

Этнический состав - осетины.

## Состав сельского поселения
| № | Населённый пункт | Тип населённого пункта       | Население |
| - | ---------------- | ---------------------------- | --------- |
| 1 | Мичурино         | село, административный центр | ↘1614     |